# امپراتور هوی جین
امپراتور هوی جین (چینی: 晋惠帝؛ ۲۵۹ تا ۸ ژانویه ۳۰۷) با نام شخصی سیما ژونگ و نام محترم ژنگدو، دومین امپراتور دودمان جین پس از پدرش سیما یان (امپراتور وو جین) بود او یک امپراتور ضعیف و از لحاظ شخصیتی ناتوانی رشدی ذهن داشت و خیلی ترسو و سریع به افراد اعتماد می کرد و در طول دوره حکومت خود او هرگز اعمال قدرت نداشت و همیشه نایب السلطنه هایش حکومت را در دست داشتن در طول سلطنت خود همیشه شاهد درگیری مقامات و نایب السلطنه هایش و مخصوصا همسر قدرتمندش امپراتریس جیا برای کنترل کردن او (و بنابراین کنترل کردن کل دولت امپراتوری) بود و در این زمان او بیشتر تحت سلطه همسرش امپراتریس جیا بود که در این زمان به نام امپراتور بر کلیه دودمان جین حکومت کرد در سال ۳۰۰ میلادی زمانی که بر زده همسرش جیا نانفنگ کودتایی برپا شد و بعد از خودکشی امپراتریس جیا عموی وی نایب السلطنگی وی را بر عهده گرفت و جانشین امپراتریس جیا نانفنگ شد. در تاریخ ۳ فوریه ۳۰۱، عموبزرگش سیما لون تا تاریخ ۱ ژوئن ۳۰۱ از فرست استفاده کرده و تخت سلطنت را گرفت و برای کمتر از یک سال غاصب سلطنت دودمان جین بود که حاکمیتش پنج ماه نیز طول نکشیده و دوباره امپراتور هوی حاکم جین شد هر چند در حقیقت این بار هم حکومت واقعی را نداشت و مقاماتش حکومت را در دست داشتن. پس از امپراتور هوی، برادرش سیما چی با نام امپراتور هوای جین بر تخت نشست.